# Banco Central de Brasil
El Banco Central de Brasil (en portugués: Banco Central do Brasil) es la máxima autoridad monetaria en Brasil, encargada de las finanzas y la economía en el país. Se estableció el 31 de diciembre de 1964; uno de sus creadores fue el ministro de Planeamiento Roberto de Oliveira Campos. Desde el 24 de febrero de 2021 es autónomo.
El Banco Central no está vinculado con el Ministerio de Hacienda, actualmente siendo autónomo. Al igual que otros bancos centrales, el Banco Central de Brasil es la principal autoridad monetaria del país. Recibió esta autoridad cuando fue fundado por tres instituciones diferentes: la Oficina de Moneda y Crédito (SUMOC), el Banco de Brasil (BB), y el Tesoro Nacional.